# 59087 Maccacaro
59087 Maccacaro è un asteroide della fascia principale. Scoperto nel 1998, presenta un'orbita caratterizzata da un semiasse maggiore pari a 2,2946537 au e da un'eccentricità di 0,1653751, inclinata di 5,25235° rispetto all'eclittica.
L'asteroide è dedicato all'astronomo italiano Tommaso Maccacaro.